# 구두

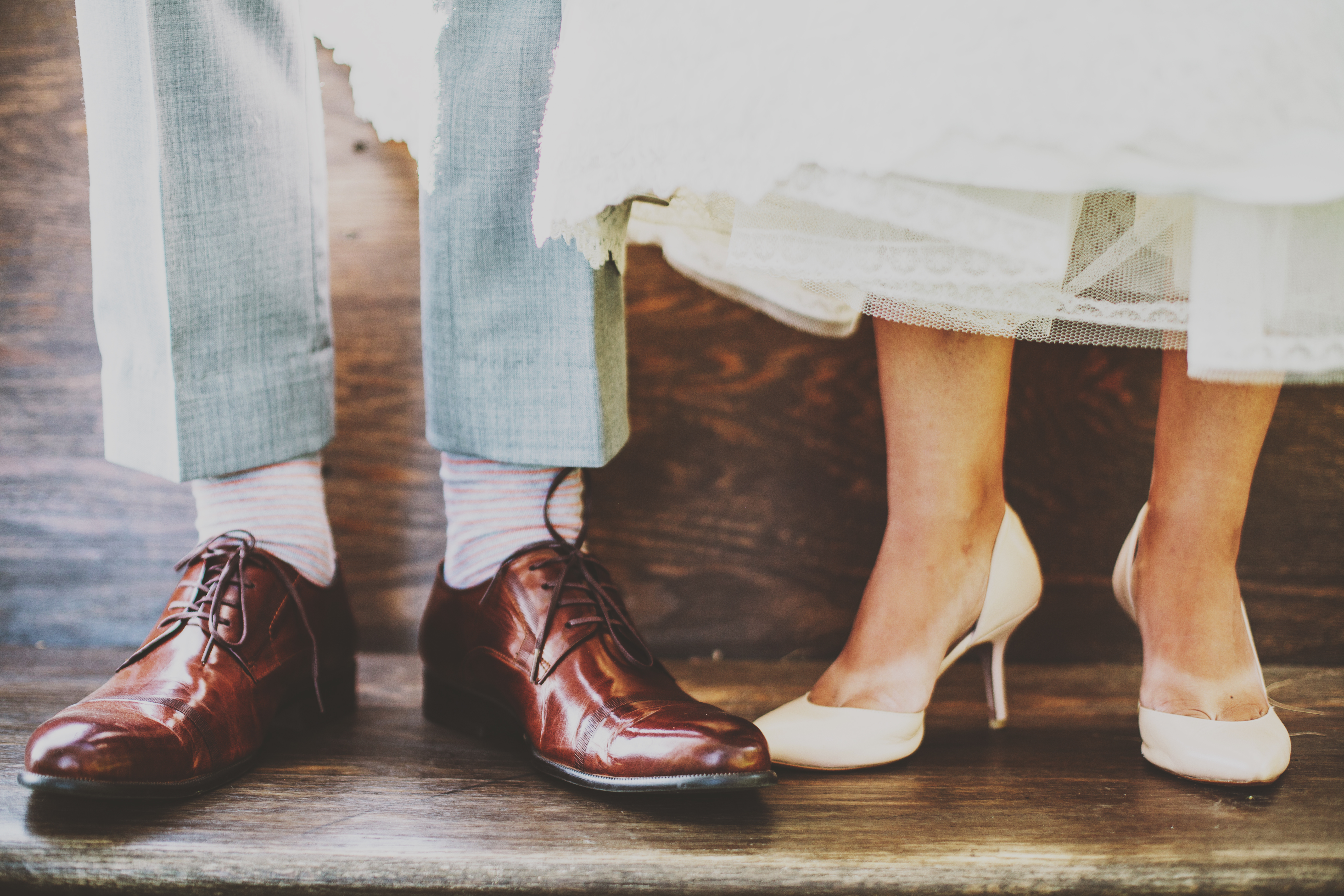
구두

구두(dress shoes, 문화어: 빼또, 깨또)는 주로 가죽을 재료로 하여 만든 서양에서 들어온 신발로, 양화라고도 불린다. 발 앞꿈치와 뒷꿈치를 보호하고 발등을 덮는 형태의 신발이다. 구두를 벗었을 때는 슈트리를 넣어주면 좋다. 구둣주걱을 사용하는 것보다는 끈을 풀고 신는게 좋다.

## 어원
'구두'는 일본어 차용어에서 변한 단어로, 누리집"표준국어대사전"은 '구두'의 어원 정보인 구두'【＜<일> kutsu[靴]】'를 싣고 있다.

## 역사

### 초기
선사 시대 이래로 신발은 신발이라기 보다 뜨거운 모래나 들숙 날숙한 돌이나 바위 등의 자연과 기후로부터 발을 보호하기 위해 가죽이나 나뭇잎 등으로 발을 감싸는 수준의 것이었다.
문헌에 기록된 가장 오래된 신발은 기원전 2000년경 고대 이집트에서 파피루스 잎을 꼬아 만든 샌달모양의 것이었다.
샌달이란 어원은 그리스어로 샌달리온(널판지란 뜻)이었으나 영어화 되면서 샌달이라고 부르게 되었다. 초기 시대의 샌달은 일부 지역에서는 단순하면서도 간단한 형태로 만들어 착용하기도 한 반면, 또 다른 지역 에서의 샌달은 가죽끈을 사용하여 장식을 한 기능이 다양한 샌달을 만들기도 하였는데, 이때에 사용되는 장식은 샌달을 착용하는 사람의 부와 명예를 반영하기도 하였다.
고대 이집트에서는 신발은 신을 수 있는 신분이 제한되어 있어 오직 왕과 귀족, 승려와 전사들만 샌달을 신었다. 이렇듯 신발이 값싸게 대량 생산되는 시대가 될때까지는 신발은 일반적으로 지위나 사회적인 위신의 상징으로 간주되어 지배 계층이 아닌 일반인들은 거의 맨발로 걸어 다녔다.
또 신발의 한 형태로는 북 아메리카 인디언들이나 에스키모인들의 갑피와 창의 구별없이 한 장의 가죽으로 발을싸고 발등 부분의 가죽에 구멍을 뚫어 끈으로 묶어서 발에 고정 시키는 모카신 (Moccasin)이다.
그리스의 샌달은 고대 중동 지역에서 건너온 신발들이 변형된 것으로, 발밑을 대주고 발등과 다리 부분은 끈으로 복잡하게 엮은 형태를 갖추고 있었다.
그리스 여성들은 발목까지 올라오는 부드러운 부츠인 Buskins(반장화)를 신었고, 로마인들은 발끝은 드러나고 발등은 덮어주는 장식을 많이 한 샌달을 신었다.
그리스에서는 샌달의 디자인과 미를 강조하였는데, 특히 로마 시대의 샌달은 군용 형태의 샌달을 고안하여 로마 군인들이 전쟁과 일상 생활에서 동시에 착용할 수 있도록 하고, 로마가 한창 번성할 때에는 샌달에 금, 보석등의 장식을 달기도 하였다.

### 14 ~ 15세기
무릎까지 덮는 Boots는 승마를 할 때 다리를 보호해 주기위해 14C에 들어서서 만들어지고, 이때의 부츠는 다른 특별한 장식없이 윗부분에 주름을 잡아주거나 소맷부리처럼 접게끔 만들어졌다.
10C부터 발끝이 뾰족한 구두가 나오면서 점차 길어져 14 ~ 15C 시대에는 왕과 제후들의 머리장식과 모자의 앞부분의 길이가 24Inch(60Cm)까지 되었고, 형태를 유지 시키기 위해 속을 섬유나 밀짚으로 채웠다. 이렇게 늘어난 신발은 앞부분을 감당키 어려워, 무릎에 연결된 사슬로 끝을 묶기도 했다.
이렇듯, 이때 만들어진 신발은 대부분 눈에 잘 띄면서도 기이한 형태의 신발로 Toe부분이 너무 길어서 걷기에 매우 불편한 신발들이었다.
이런 불편 때문에 얼마후 제작이 중단되었지만, 이러한 이상한 형태의 신발들은 이후 디자인과 형태에 있어 패셔너블한 신발을 제작할 수 있는 기초가 되기도 하였다.
그러나 그 당시에는 신발 제작시, 기술의 완벽성과 형태의 화려함만을 추구 하였을 뿐 발의 편안함과 안전성을 고려하지는 않았다.
이 당시 지배 계층은 이러한 신발외에, 신발위에 덧 신는 'Pattens'라는 바닥창에 나무못이 박힌 나막신 종류를 신었다.

### 16세기
신발이 자연스러운 형태로 된것은 16C 말이 되면서 부터이고, 이 때에는 구두 앞 부분의 형태가 여러 번 바뀌었다. 약간 투박한 독일식 스타일에서 네모난 형태로, 다시 뾰족해지는 단계를 거치며 신발은 유행의 중요한 일부분이 되었다. 여성들의 신발이었던 Chopines는 16C에 들어서 바닥 버팀대의 높이가 점점 높아져 오늘날 여성들의 하이힐이 여기에서 유래되었다.
신발의 유행은 단순하게 절단된 발등위에 가죽끈, 나비 리본, 버클등을 장식하는 형태로 변하면서 1590년 경 처음으로 구두에 뒤축이 생기게 되었다. 이 구두 뒤축은 곧 고품격의 유행이 되었고, 발등위에 가죽끈, 리본, 장미꽃 매듭을 장식하였다.

### 17세기
17C 에 들어서 발등을 장식하는 버클이 점차 커졌고, 발등을 덮는 베라부분은 더 길어 졌으며 뒤축도 높아져갔다.
1660년 프랑스의 루이 14세 때에는 너비 16Inch(40cm)의 나비 리본이 발등에 장식 되었고, 뒤축이 지금까지의 어떤 신발보다도 높은 신발이 만들어졌다.
이 새로운 형태는 왕과 귀족들을 매우 만족시켜, 그 이후로 유행에 민감했던 상류층 남성들은 이'하이 힐'로 인해 비틀거리는 일이 계속되었으며, 길고 커다란 나비 리본이 계속 사용되었다.
하이 힐은 자신이 키가 커 보이길 바랬던 루이 14세에 의해 더욱더 유행의 물결을 타게 되었고, 뒤축의 모양도 볼품없는 일직선에서 완만하게 안쪽으로 휜 곡선이 형태를 띠게 되었다. 그래서 이 높고 구부러진 구두 뒤축을 'Louis Heel'이라고 부르게 되었다.
17C 초엽에는 유럽 대륙에서의 전쟁으로 인해 남성을 위한 가장 실용적인 신발로 Boots가 떠 올랐다. 이 때 부츠는 구두목이 이상하게 큰 Bulky - Legged Boot가 유행하였다.
그러나 삼총사 시대의 허세로 인해 부츠에도 장식이 달리고 과장되기 시작했다.

### 18세기
18C의 정장용 제화 기술은 무늬를 넣은 비단과 부드러운 염소 가죽에 수를 놓거나 스팽글로 장식하여 우아함과 장식성이 최고조에 이르렀다. 신발의 Toe 부분은 뾰족해지고, 구부러진 높은 뒤축을 달았으며, 발등위에는 다이아몬드 버클이 장식되곤 했다. 1780년경, 여성들의 치마가 짧아지기 시작하면서 비로서 여성들의 신발도 유행의 대상이 되었다.

### 19세기
나폴레옹과의 되풀이된 전쟁으로 인해 Boots는 남성화에서 확고한 위치를 차지했다. 여성화 역시 발목을 감싸지 않으면 건강에 나쁘다는 당시의 위생사상에 뒷받침되어 발목 까지오는 편상화가 남녀 모두에게 유행되었다. 영국에서는 앞부분이 긴 승마용 부츠인 'Wellington Boots'가 공직자들 사이에서 유행했고, 남성들의 바지는 점차 길어져 마침내 부츠위로 덮게 되었다.
신발의 대량 생산은 1845년 미국에서 제작된 피혁을 부드럽게 하는 'Rolling Machine'에서 시작, 1858년에 제작된 'Shoes sole과 Upper(창과 갑피)'를 제봉할 수 있는 기계로 인해 시작되었다.

### 20세기
20C 에 들어서서 사람들의 복장이 활동적이고 산뜻해지면서 신발 또한 실용적이고 단순화되어갔다. 남녀 모두에게 가장 불편했던 양식은 1950년대에 대 유행했던 폭이 대단히 좁고 앞이 뾰족한 구두였다. 이 신발은 발의 건강을 해쳤으나 점차 실용적인 Oxford형 구두가 널리 퍼지게 되었다.
2차 세계 대전 이후 접착제에 의한 제화법과 합성 수지재의 사용법등이 개발되어 구두의 대량 생산이 활성화되었다.

## 구조

### 솔
솔(Sole)은 밑창, 즉 신발의 바닥부분을 말한다. 솔은 다시 밑창 중에서도 지면과 닿는 최바닥인 아웃솔, 가운데인 미들솔, 안쪽인 인솔로 나누어 지게 된다.(신발깔창이 바로 '인솔'임)

### 어퍼
어퍼(Upper)는 갑피, 비,바 람, 먼지 등으로부터 발을 보호하는 껍데기를 말한다. 통풍 통기성, 보온력, 형태유지 등이 중요한 요소이다. 어퍼는 다시 껍데기 중 발등의 앞부분쪽인 뱀프(Vamp)와, 뱀프에서부터 출발하여 발등끝까지 길게 올라온 부분인 텅(Tongue) 등이 있다.

### 토캡
토캡(Toe-cap)은 신발의 앞코부분을 보호하기 위해 따로 부착한 것으로, 디자인의 변화의 효과도 줄 수 있다.

### 라스트
라스트(Last)는 구두에만 존재하는 용어로 우리말로는 '구두골'이라고 한다. 구두를 만들 때 라스트에 갑피를 씌워 구두의 형태를 만들게 된다. 보통 "라스트가 샤프하다.라스트가 잘빠졌다"는 이 구두 모양을 만드는 구두골이 잘빠져서 구두형태가 좋다는 뜻이다.

### 브로그
브로그(Brogue)는 구두의 앞부분에 가하는 장식의 명칭으로, 구멍을 뽕뽕 뚫어서 장식을 낸 것을 말한다. 주로 구두의 토 캡(Toe cap)부 위에 브로그를 준다.

## 종류

### 남성용 구두

#### 옥스퍼드 화

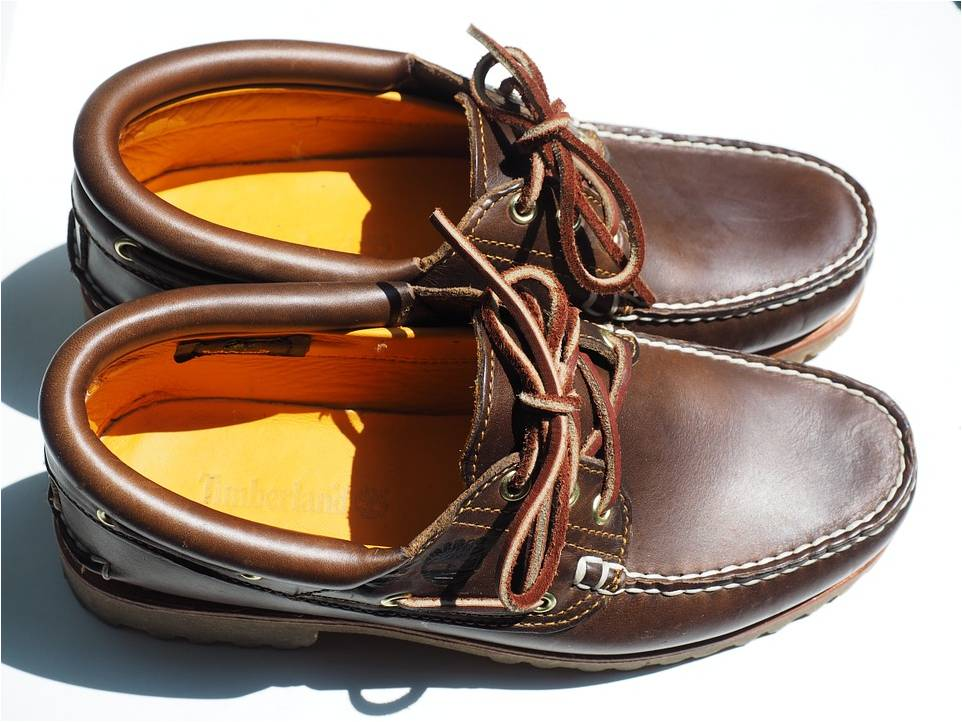
옥스포드화(남자)

끈이 있는 구두로, 포멀(공식적인)느낌이 강하기 때문에 격식있는 자리에서 슈트와 잘 어울린다.

##### 플레인토
플레인토(Plain toe)는 구두 앞부분(앞코=토캡,toe cap)에 아무런 장식이 없는 매끈한 구두로서, 심플하기 때문에 무난하게 어디서든 코디가 가능하다.

##### 스트레이트 팁
스트레이트 팁(Straight tip)은 토갭 가로줄의 절개라인이 하나가 존재한다. 역시 심플하기 때문에 무난하게 어디에든 코디가 가능하다.

##### 에그토 스트레이트팁
스트레이트 팁인데 구두의 앞코부분을 제작할 때 몽글하게 올라오게 만든 구두를 말한다. 모양을 본따 에그토(egg-toe)라고 부른다. 상당히 남성적 느낌을 낸다.

##### 세미 브로그 스트레이트 팁
스트레이트팁 구두에 세미 브로그를 준 형태의 구두를 말한다.좀 더 화려하고 캐쥬얼에 가깝다.

##### 유 팁
유 팁(U-tip)은 구두 앞부분에 u자모양의 절개라인이 존재한다. 플레인이나 스트레이트에 비해 캐쥬얼한 느낌이 난다. 조금 더 각지게 만들어 네모모양의 '스퀘어 팁'구두로도 존재한다.

##### 윙 팁
윙 팁(Wing tip)은 구두 앞부분에 새 날개 모양인 w모양의 절개라인이 존재한다. 윙팁에는 브로그가 기본적으로 들어가서, 화려한 느낌의 구두이다. 디자인 및 소재에 따라 클래식한 차림이나 캐쥬얼한 차림에도 매치가 가능하다.

#### 슬립
슬립은 끈이 없는 구두를 말한다.

##### 일반적인 슬립
일반적인 슬립은 구두에 아무것도 없이 매끈한 형태의 구두를 말한다. 조금 밋밋한 감이 있다.

##### 페니로퍼
로퍼란'게으른 사람'이라는 뜻으로 끈이 없어 신고벗기 편한 구두를 의미한다. 페니로퍼에서 '페니'란 영국동전을 의미하는데, 학생들이 로퍼구두의 발등부위에 일자 모양으로 달려있는 밴드장식의 가죽에다가 동전을 끼워넣고 다녔다는데서 명칭이 유래했다. 아이비룩을 대표하는 캐쥬얼 구두이다.

##### 끈이 달린 페니로퍼
보트 슈즈라고도 하며 발등 부위의 밴드장식에다가 끈으로 디테일하게 장식한 페니로퍼구두를 의미한다. 옛 선원들이 신고다녔다하여 보트슈즈라고도 불린다. 물론, 로퍼구두이므로 구두자체에는 끈이 없다. 신고 벗을 때 아무런 역할이 없는 말그대로 '장식용'끈이다. 역시 캐쥬얼에 잘 어울린다. 참고로 보트슈즈는 양말을 신지 않고 신는 신발이다.

##### 테슬 슈즈
일반적인 로퍼가 심심해 보여, 테슬(술)을 달아서 조금 더 예쁘게 장식한 로퍼이다. 술의 모양을 치마, 부채등 심플한 모양에서부터 화려한 모양까지 다양하게 있다.

##### 몽크스트랩 슈즈
알프스에 살던 승려가 고안해서 몽크라는 이름이 붙여졌다. 신발끈을 묶고풀기 번거러워 버클과 가죽밴드로 바꾼 것이 이어져 내려와 하나의 패션아이템이 되었다. 버클의 개수에 따라 몽크스트랩, 더플몽크스트랩으로 불린다.

### 여성용 구두

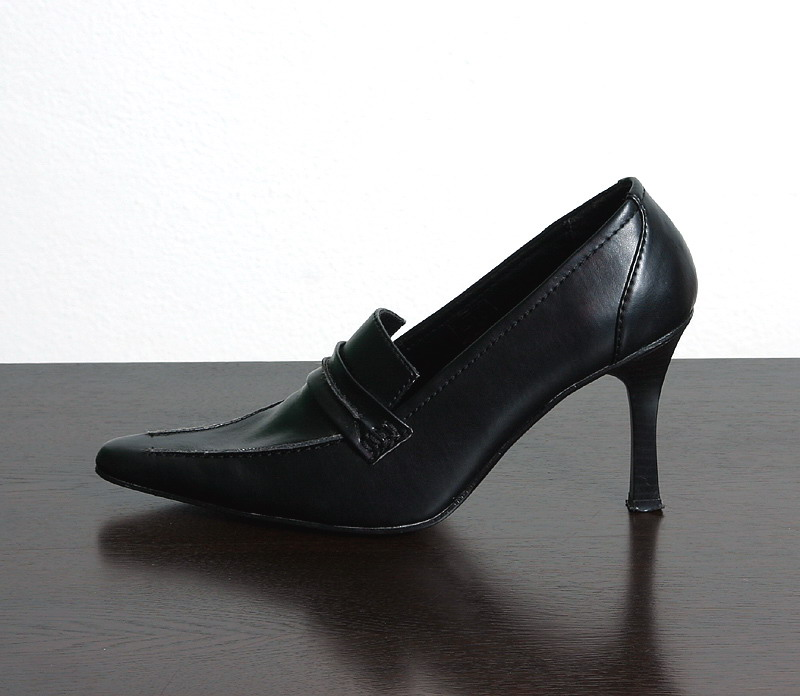
펌프스

#### 펌프스
여성용 정장구두의 기본적인 스타일로 지퍼나 끈등의 여밈부분이 없고 발등이 패인 슈즈. 신의 앞부분이 낮고, 발등이 많이 드러나는 디자인으로 쉽게 신고 벗을 수 있다.

#### 플랫슈즈
플랫슈즈는 굽이 2cm를 넘지 않는 단화로 이름처럼 바닥에 납작하게 붙어있는 형태이다. 일명 발레리나 슈즈라고도 불리며, 로퍼처럼 편하다.

#### 메리제인 슈즈
발등에 스트랩이 있는 구두 디자인
원래는 앞코가 둥그렇고 전체적으로 낮은 굽의 구두였지만 최근 다양하게 많이 변형되어 앞코가 뾰족하거나 플랫폼이 덧대여진 핍토, 오픈토 형식까지도 메리제인으로 나오고 있다.

#### 플랫폼슈즈
일명 가보시힐이라고 불리며, 언뜻보면 퍼프스 같지만 발바닥 앞부분에도 2~3cm의 굽이 있는 슈즈이다. 플랫폼이 들어간 구두는 뒷굽의 높이에서 플랫폼의 높이를 뺀것이 실제 굽높이이기 때문에 전체적으로 굽이 높아지면서도 일반 하이힐보다 발이 편안하게 느껴지며 안정적으로 신을 수 있다.

## 같이 보기
- 신발
- 부츠
- 슈트리
- 구둣주걱
- 각선미
- 하이힐
- 샌들

## 참고 문헌
- 한국문화민족대백과사전
- 한국신발협회
- 국립국어원